# ناهید مسلمی
ناهید مسلمی (زادهٔ ۲۵ آذر ۱۳۳۴) بازیگر اهل ایران است. او در سال ۱۳۸۹ با مجموعه تلویزیونی چاردیواری به شهرت رسید.

## زندگی
مسلمی در تهران متولد شد. او که از پرورش‌یافتگان تئاتر است، برای نخستین بار در سال ۱۳۵۷ در نمایشِ دیکته و زاویه نوشتهٔ غلامحسین ساعدی به کارگردانیِ بهرام دهقان بازیگری را تجربه کرد.
مدّتی در کلاس‌های رکن‌الدین خسروی شرکت نمود و پس از آن در سال ۱۳۶۲ به مؤسسهٔ آناهیتا به مدیریتِ مصطفی اسکویی وارد شد. وی هم‌زمان با کلاس‌های تئاتر، چند سال با هلال احمر به عنوان مترجم همکاری کرد. او فعالیت حرفه‌ای‌اش را با گروه آناهیتا اسکوئی‌ها آغاز نمود و با بهزاد فراهانی برای اولین بار به صحنه رفت. وی در رشته ادبیات زبان انگلیسی و تاریخ فرهنگ تطبیقی تحصیل کرده است. او در جشنوارهٰ‌های مختلف مورد تقدیر قرار گرفته است. ناهید مسلمی مادرِ شیدا خلیق بازیگر زن ایرانی است. وی در سال ۱۳۸۵ برای بازی در نمایش «ماه در آب» اثر «محمد یعقوبی» جایزه بهترین بازیگر زن را از جشن انجمن بازیگران خانه تئاتر دریافت نمود. وی همچنین با شهرزاد در نمایش خانگی بیش از پیش شناخته شد.
در بهمن ۱۳۹۲ در سی و دومین جشنواره تئاتر فجر از ناهید مسلمی با اهداء تندیس جشنواره تقدیر شد.

## آثار

### تئاتر
| سال       | نام تئاتر         | کارگردان                   | توضیحات                                                                  |
| --------- | ----------------- | -------------------------- | ------------------------------------------------------------------------ |
| ۱۳۶۵      | مریم و مرداویج    | بهزاد فراهانی              | اجرا در تئاتر شهر، تالار اصلی                                            |
| ۱۳۶۷      | مده آ             | قطب الدین صادقی            | اجرا در تئاتر شهر، تالار چهارسو                                          |
| ۱۳۶۹      | آه خواهرم مده آ   | مسعود سمیعی                | اجرا در تئاتر شهر، تالار قشقایی                                          |
| ۱۳۶۹      | سیمرغ             | قطب الدین صادقی            | اجرا در تئاتر شهر، تالار اصلی                                            |
| ۱۳۸۷ ۱۳۹۶ | کوکوی کبوتران حرم | علیرضا نادری افسانه ماهیان | ۱۳۸۷ - اجرا در تئاتر شهر، تالار چهارسو ۱۳۹۶ - اجرا در پردیس تئاتر شهرزاد |

### سینمایی
| سال  | فیلم                   | کارگردان      |
| ---- | ---------------------- | ------------- |
| ۱۳۷۹ | زندان زنان             | منیژه حکمت    |
| ۱۳۸۵ | تسویه حساب             | تهمینه میلانی |
| ۱۳۸۵ | می‌ترسم، پس دروغ می‌گویم | تهمینه میلانی |
| ۱۳۸۹ | دونده زمین             | کمال تبریزی   |
| ۱۳۹۰ | یه حبه قند             | رضا میرکریمی  |
| ۱۳۹۶ | مقیمان ناکجا           | شهاب حسینی    |
| ۱۳۹۶ | قانون مورفی            | رامبد جوان    |
| ۱۳۹۸ | شنای پروانه            | محمد کارت     |
| ۱۳۹۸ | سگ‌بند                  | مهران احمدی   |
| ۱۴۰۲ | دو روز دیرتر           | اصغر نعیمی    |
| ۱۴۰۲ | هفتاد سی               | بهرام افشاری  |

### مجموعه تلویزیونی
| سال  | فیلم               | کارگردان          | توضیحات                           |
| ---- | ------------------ | ----------------- | --------------------------------- |
| ۱۳۷۰ | فروغ بی‌پایان       | اسماعیل پوررضا    | شبکه ۲                            |
| ۱۳۷۵ | تصویر یک رؤیا      | احمد امینی        | شبکه ۱                            |
| ۱۳۷۸ | مسافر              | جواد اردکانی      | شبکه ۲پخش در ماه رمضان            |
| ۱۳۷۹ | این یک دادگاه نیست | اصغر توسلی        | شبکه ۵                            |
| ۱۳۷۹ | دختران             | اصغر توسلی        | شبکه ۵بازیگر مهمان                |
| ۱۳۸۴ | ریحانه             | سیروس مقدم        | شبکه ۳در نقش پری دربدر            |
| ۱۳۸۵ | پایان نمایش        | بهمن زرین‌پور      | شبکه ۱پخش در دهه فجر              |
| ۱۳۸۶ | حلقه سبز           | ابراهیم حاتمی‌کیا  | شبکه ۳                            |
| ۱۳۸۶ | بیداری             | بهرام عظیم‌پور     | شبکه ۳                            |
| ۱۳۸۸ | پرانتز باز         | کیومرث پوراحمد    | شبکه ۱                            |
| ۱۳۸۸ | چاردیواری          | سیروس مقدم        | شبکه ۱نوروز ۸۹                    |
| ۱۳۹۰ | چک برگشتی          | سیروس مقدم        | شبکه ۱نوروز ۹۱                    |
| ۱۳۹۱ | تهران پلاک ۱       | مهدی مظلومی       | شبکه ۵                            |
| ۱۳۹۳ | همه چیز آنجاست     | شهرام شاه‌حسینی    | شبکه ۳در نقش عمه ثریا             |
| ۱۳۹۳ | برابر با اصل       | سید جلال‌الدین دری | شبکه ۱                            |
| ۱۳۹۷ | هیئت مدیره         | مازیار میری       | شبکه ۵نوروز ۹۷در نقش خانم صفری    |
| ۱۳۹۸ | زوج یا فرد         | علیرضا نجف‌زاده    | شبکه ۳نوروز ۹۸در نقش شهربانو شهری |

### مجموعه نمایش خانگی
| سال       | فیلم               | کارگردان         |
| --------- | ------------------ | ---------------- |
| ۱۳۹۴–۱۳۹۷ | شهرزاد             | حسن فتحی         |
| ۱۳۹۹–۱۴۰۰ | سیاوش              | سروش محمدزاده    |
| ۱۳۹۹–۱۴۰۰ | می‌خواهم زنده بمانم | شهرام شاه‌حسینی   |
| ۱۴۰۱      | یاغی               | محمد کارت        |
| ۱۴۰۲      | دفتر یادداشت       | کیارش اسدی‌زاده   |
| ۱۴۰۳      | اکازیون            | سید مسعود اطیابی |
| ۱۴۰۳      | در انتهای شب       | آیدا پناهنده     |
| ۱۴۰۳      | جوکر               | احسان علیخانی    |

## جوایز و افتخارات
- بازیگری اول زن، فیلم‌کوتاه «آخرین نگاه» تبریز، جشنواره وحدت سینمای جوان ۱۳۶۸
- لوح تقدیر و سپاس بهترین بازیگر زن برای تئاتر «بهرام چوبینه» به کارگردانی قطب‌الدین صادقی ۱۳۷۳
- بازیگری اول زن در نمایشنامه‌خوانی «خاله ایران» ۱۳۸۵
- جایزه برتر جشنواره مونولوگ‌ها ۱۳۸۷
- لوح تقدیر ششمین جشن بازیگر برای «کوکوی کبوتران حرم» به کارگردانی علیرضا نادری ۱۳۸۸
- نامزد دریافت جایزه بهترین بازیگر زن برای بازی در نمایش «ماضی استمراری» از سی و دومین جشنواره تئاتر فجر ۱۳۹۲
- جایزه ویژه هیئت داوران پانزدهمین جشنواره تئاتر مقاومت برای بازی در نمایش جان گز ۱۳۹۴
- نامزد بهترین بازیگر زن از بیست و نهمین جشنواره تئاتر فجر برای بازی در نمایش «ورود آقایان ممنوع»[۱۲]
- لوح تقدیر «هفته تئاتر باران» ۱۳۹۵[۱۳]
- منتخب بخش مشاغلِ سیزدهمین جشنواره بین‌المللی رادیو برای بازی در نمایش «یکی بابامو بگیره» از رادیو نمایش ۱۳۹۳[۱۴]